# Kafr Aya
Kafr 'Aya (tiếng Ả Rập: كفر عايا, cũng đánh vần là Kfar Aaya hoặc Kafr Aia) là một ngôi làng ở tỉnh Homs ở miền trung Syria, ngay phía nam Homs. Theo Cục Thống kê Trung ương (CBS), Kafr 'Aya có dân số 6,918 vào năm 2004. Cư dân của nó chủ yếu là người Hồi giáo Sunni.